# Fornax (mitologia)
Fornax, na mitologia romana, era a deusa dos fornos onde se cozia o pão. Era uma deusa do lar, portanto se mistura com outros tantos deuses e não temos uma ideia exata de como era representada. As festas em sua homenagem eram chamadas "Fornicais" ou "Fornácalis".